# Caso nominativo
O caso nominativo, caso reto ou primeiro caso é um caso gramatical equivalente ao sujeito e ao predicativo do sujeito.
O caso nominativo é a forma habitual de certas categorias gramaticais, como substantivos, adjetivos, pronomes e, menos frequentemente, numerais e particípios, e às vezes não indica nenhuma relação especial do nome com outras categorias gramaticais. Por isso, em algumas línguas o caso nominativo é desmarcado, isto é, a palavra nominativa é a forma básica ou raiz, sem flexão; alternativamente, pode-se dizer que é marcado por um morfema nulo. Além disso, na maior parte das línguas com um caso nominativo, a forma nominativa é a usada para citar uma palavra ou enumerá-la como entradas de dicionários e enciclopédias. A língua japonesa é um dos poucos que têm um caso nominativo propriamente dito, representado pela partícula "ga".
O caso nominativo é encontrado no latim e grego antigo, entre outros. O português ainda conserva alguns pronomes nominativos, classificados como pronomes pessoais do caso reto, em oposição aos do caso oblíquo. Os pronomes pessoais do nominativo no português são:
eu (oblíquos me e mim)
tu (oblíquos te e  ti),
ele(s)/ela(s) (oblíquos o(s)/a(s)
ele(s)/ela(s), lhe(s) e si)
nós (oblíquos nos e nós)
vós (oblíquos vos e vós).
O termo caso nominativo é mais comumente usado em relação a esse caso nas línguas nominativo-acusativas, como latim, grego e nas línguas mais modernas da Europa Ocidental. Já o termo caso reto é normalmente usado em línguas analíticas como o português, o espanhol e o galego, para se referir ao mesmo caso gramatical.